# Gwenaëlle Simon
Gwenaëlle Simon est une actrice française, née à Dinan en 1969.

## Biographie
Originaire de Dinan en Bretagne, actrice de théâtre, elle écrit à Éric Rohmer pour l'inviter à la voir sur scène. Il la retient pour jouer le rôle de Solène dans Conte d'été en 1996.
Sa carrière à l'écran étant enclenchée, elle enchaîne en jouant dans … Comme elle respire de Pierre Salvadori et Les Passagers de Jean-Claude Guiguet. 

## Filmographie

### Cinéma
- 1996 : Conte d'été d'Éric Rohmer : Solène
- 1998 : … Comme elle respire de Pierre Salvadori : Isabelle
- 1999 : Les Passagers de Jean-Claude Guiguet
- 2000 : Le Fétichiste de Nicolas Klein (court-métrage) : Cécile
- 2001 : Vers la révolution en 2 CV : Claire
- 2003 : Pas sur la bouche d'Alain Resnais : Une des jeunes filles
- 2005 : L'orizzonte degli eventi (it) de Daniele Vicari : Anaïs
- 2005 : Un vrai bonheur, le film de Didier Caron : Stéphanie
- 2009 : La République de Nicolas Pariser (court-métrage)[4] : Dorothée Vermonte
- 2019 : Alice et le Maire de Nicolas Pariser : Armelle
- 2022 : Le Parfum vert de Nicolas Pariser

### Télévision
- 1997 : Nestor Burma, épisode Burma se brûle les ailes : Stéphanie
- 2001 : Mathieu Corot, épisode Un cœur simple : Catherine Raillard
- 2005 : Lucas Ferré : Le plaisir du mal (téléfilm)
- 2009 : Vive les vacances !, 4 épisodes
- 2012 : Joséphine, ange gardien, saison 13, épisode 3  Suivez le guide

### Doublage
- 2022 : Thor: Love and Thunder : ? ( ? )